# Jeetze (Adelsgeschlecht)

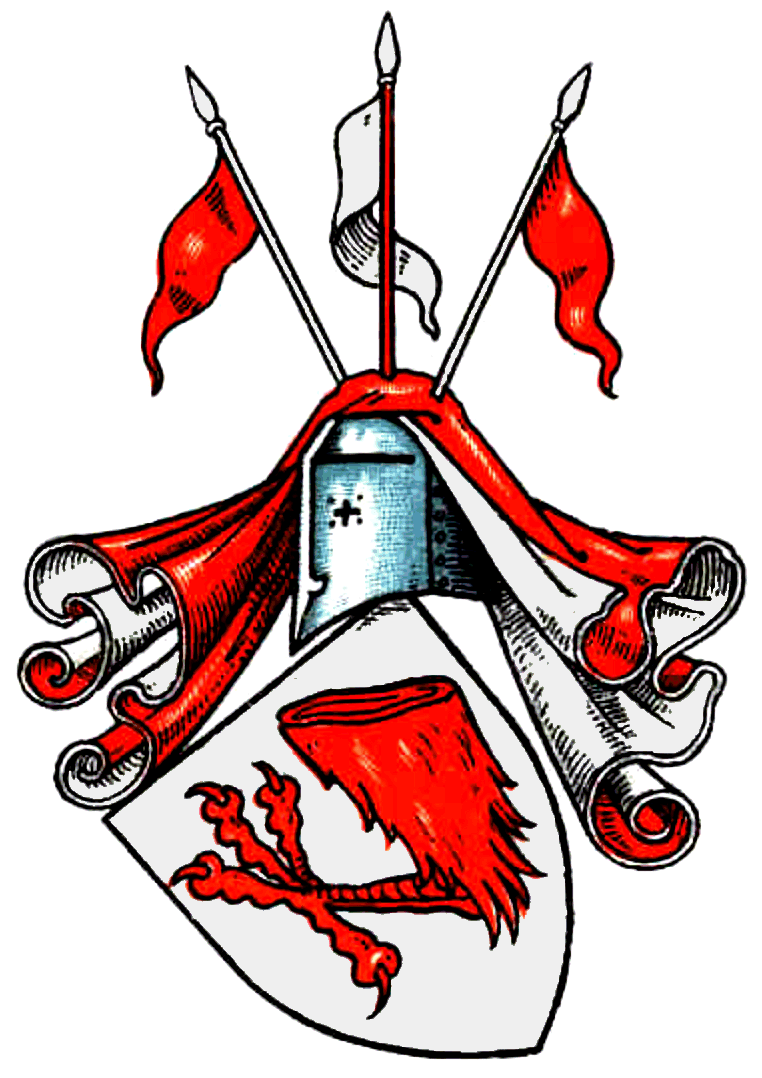
Wappen derer von Jeetze

Jeetze ist der Name eines aus der Altmark stammenden alten Adelsgeschlechts. Namensgebend war der gleichnamige Stammsitz zwischen Kalbe an der Milde und Arendsee.

## Geschichte
Das Geschlecht erscheint erstmals urkundlich 1279 mit dem Ritter Friedrich von Jediz. Die Familie ist eines Stammes mit denen von Götzen. Sie stellte dem brandenburgisch-preußischen Staat, wie beim preußischen Landadel üblich, zahlreiche Offiziere.
Dem preußischen Hauptmann Hans Carl Friedrich von Jeetze auf Ruppersdorf, Kreis Strehlen, wurde am 26. September 1763 das schlesische Inkolat erteilt. In Bayern erfolgte am 22. März 1813 die Immatrikulation bei der Ritterklasse und am 3. Mai 1823 bei der Freiherrnklasse, für den Sohn des Vorgenannten, den königlich bayerischen Major des Würzburger Jägerbataillons, Carl Wilhelm Albrecht von Jeetze (1766–1848), auf Schlottenhof bei Arzberg, Oberfranken. Sein Sohn war der bayerische Generalmajor Wilhelm von Jeetze (1785–1852).
Neben diesem uradeligen Geschlecht gab es dank einiger Adoptionen im 19. Jahrhundert auch briefadelige Zweige der Familie.

## Wappen
Das Stammwappen zeigt in Silber eine rote gefiederte Vogelklaue. Auf dem Helm mit rot-silbernen Decken drei Fähnlein, ein silbernes zwischen zwei roten.

## Bekannte Familienmitglieder
- Adam Friedrich von Jeetze (1689–1762), preußischer Generalleutnant
- Hans Christoph von Jeetze (1694–1754), preußischer Generalleutnant
- Joachim von Jeetze (* 1480; † um 1551), Theologe und Gegner der Reformation
- Joachim Christoph von Jeetze (1673–1752), preußischer Generalfeldmarschall
- Karl Wilhelm von Jeetze (1710–1753), preußischer Offizier
- Theodor von Jeetze (1811–1883), bayerischer Generalleutnant
- Wilhelm von Jeetze (1785–1852), bayerischer Generalmajor